# Osmiumdiphosphid
Osmiumdiphosphid (OsP2) ist eine anorganische chemische Verbindung des Osmiums aus der Gruppe der Phosphide. Es bildet schwarze, orthorhombische Kristalle.
Die Verbindung lässt sich aus stöchiometrischen Mengen Osmium und rotem Phosphor bei Temperaturen zwischen 500 und 1000 °C herstellen. Osmiumdiphosphid kann als Halbleiter verwendet werden.